# .sco
A .sco egy internetes legfelső szintű tartomány (TLD) kód, melyet nem jegyeztek be. A domainnév Skócia számára készült.
A dotSCO által 2005 végén kezdeményezte a .sco domain bejegyzését a Skóciával kapcsolatos oldalakhoz szerte a világban. Később a domaint .scot-ra változtatták, melyet végül 2014 nyarán jegyeztek be a .sco helyett.